# اخراج دانشجویان ایرانی از فرودگاه‌های آمریکا
مجموعه اخراج‌های دانشجویان ایرانی از فرودگاه‌های آمریکا پدیده ای است که از سال ۲۰۱۹ شروع شد و تا سال ۲۰۲۰ و شروع همه گیری کرونا ادامه داشت. در این مجموعه اتفاقات دانشجویان ایرانی با وجود داشتن ویزای معتبر تحصیلی در فرودگاه‌های ایالات متحده آمریکا بازداشت شده و بعد دیپورت شده‌اند. این اخراج‌ها از سال ۲۰۱۹ رو به افزایش بوده‌است.
به گزارش نیویورک تایمز از اوت ۲۰۱۹ تا ژانویه ۲۰۲۰، حداقل ۱۶ دانشجو ایرانی با وجود داشتن ویزای معتبر تحصیلی بعد از ورود به فرودگاه‌های آمریکا، بازداشت و دیپورت شدند. انجمن دفاع از آزادی‌های مدنی آمریکا گزارش داده‌است بیشترین تعداد اخراج‌ها از فرودگاه لوگان در شهر بوستون بوده‌است. برخی از افراد اخراج شده از ورود مجدد به آمریکا منع شده‌اند و در آینده نخواهند توانست درخواست ویزای آمریکا بدهند.
وزارت‌خارجه جمهوری اسلامی اخراج دانشجویان ایرانی از فرودگاه‌های آمریکا را «غیرقانونی و نژادپرستانه» خوانده‌است. دولت آمریکا می‌گوید صدور روادید لزوماً ورود به آمریکا را تضمین نمی‌کند و افراد در مرزهای ورودی دوباره بررسی می‌شوند.
این پدیده در سال ۲۰۲۱ با روی کار آمدن جو بایدن رییس جمهور بعدی آمریکا کاهش یافت. او به قانون ممنوعیت سفر ایرانیان هم پایان داد.

## دلایل
«بیش‌تر این دانشجویان» ایرانی می‌گویند که از دلیل جلوگیری از ورودشان به خاک آمریکا مطلع نشده‌اند. اداره حفاظت مرز و گمرک آمریکا در بیانیه‌ای گفته که دلیل جلوگیری از ورود دارندگان روادید به خاک آمریکا شامل مسایل بهداشتی، جرایم و نگرانی‌های امنیتی بوده‌است و در این موارد فرد متقاضی باید خلاف آن را اثبات کند.
از دانشجویان دیپورت شده سوال‌هایی مثل عقایدشان دربارهٔ رویدادهای سیاسی در ایران و فعالیت‌هایشان در شبکه‌های اجتماعی پرسیده شده‌است.
ان‌بی‌سی گزارش داده که مقام‌های اداره مرزبانی و گمرک دربارهٔ دلیل اخراج شهاب دهقانی به خبرنگاران این رسانه گفته‌اند که افسران مبادی ورودی آمریکا افراد دارای ارتباط خانوادگی با اعضای سازمان‌های «تروریستی» از نظر دولت آمریکا را شناسایی کرده و از ورود آن‌ها به خاک آمریکا جلوگیری می‌کنند.
چندین دانشجوی دیپورت شده گفته‌اند در فرودگاه از سوی مأموران به دلیل محل گذراندن خدمت اجباری سربازی مورد سؤال قرار گرفته و به ارتباطات با نهادهای نظامی و امنیتی جمهوری اسلامی متهم شده‌اند.